# Azazia sordida
Azazia sordida là một loài bướm đêm trong họ Noctuidae.